# Quemedice
Quemedice é um gênero de aranha caçadora sul-americana que foi descrito pela primeira vez por Cândido Firmino de Melo Leitão em 1942. Até setembro de 2019, contém duas espécies, encontradas na Colômbia, Argentina e Brasil: Q. enigmaticus e Q. piracuruca. Originalmente colocado com os Philodromidae, foi movido para os Sparassidae em 2008.